# Fons Pelser

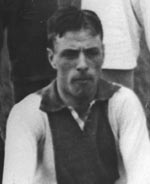
Fons Pelser

Alphonsius Johannes Maria ("Fons") Pelser (Nieuwer-Amstel, 28 december 1893 - Bussum, 2 juli 1974) was een Nederlands voetballer.
Fons Pelser was de jongste van vier broers die allen in het eerste elftal van AFC Ajax gespeeld hebben. Begonnen als aanvaller  verhuisde hij al snel naar de achterhoede waar hij fungeerde als centrale verdediger of rechtsback. Hij speelde 193 wedstrijden voor de Amsterdamse club, waar hij 12 doelpunten maakte. Voor het Nederlands elftal kwam hij zesmaal uit.
In het jaar 1938 werd Pelser benoemd tot Lid van verdienste bij Ajax. Zijn oudere broer Joop werd toen benoemd tot erelid. Na de oorlog werd de laatste geroyeerd als lid wegens collaboratie met de Duitse bezetter.